# Peggy Flanagan
Pour les articles homonymes, voir Flanagan.
Peggy Flanagan, née le 22 septembre 1979 au Minnesota, est une femme politique américaine qui occupe le poste de 50e lieutenant-gouverneure du Minnesota. Elle est élue le 6 novembre 2018 et est la deuxième femme amérindienne à être élue au bureau exécutif de l'État dans l'histoire des États-Unis. Membre du Minnesota Democratic-Farmer-Labour Party (DFL), Flanagan a représenté le district 46A à la Chambre des représentants du Minnesota de 2015 à 2019. Avant son mandat à la Chambre, elle siège au Minneapolis Board of Education de 2005 à 2009. Flanagan est membre de la White Earth Band of Ojibwe (en).
Le 28 juillet 2016, Flanagan devient la première femme amérindienne à s'adresser à la Convention nationale démocrate (ou à toute convention d'un grand parti politique américain) depuis le podium.

## Jeunesse et éducation
Fille du militant des droits fonciers et de la souveraineté des Indiens d'Amérique Marvin Manypenny, Peggy Flanagan est élevée par une mère célibataire, une phlébotomiste, à Saint Louis Park, une banlieue de Minneapolis. Elle est membre de la White Earth Band of Ojibwe (en). Flanagan reçoit un baccalauréat en psychologie de l'enfant et en études amérindiennes de l'université du Minnesota en 2002,.

## Carrière

### Début de carrière
Pendant ses études universitaires, Peggy Flanagan travaille pour la campagne du sénateur démocrate américain Paul Wellstone, devenant finalement une organisatrice de la communauté amérindienne urbaine. Après l'université, elle travaille ensuite pour le Conseil des Églises, effectuant un travail de sensibilisation entre les familles amérindiennes et le système scolaire public de Minneapolis.
Dans sa première course pour le bureau électif, Flanagan gagne un siège au conseil d'éducation de Minneapolis en 2004. Parmi les six canadidats dont deux titulaires, Flanagan, nouvelle venue politiquement parlant, recueille le plus de votes. Elle est élue avec Lydia Lee et la titulaire Sharon Henry-Blythe et sert pendant un mandat au conseil d'administration, de 2005 à 2009. En 2008, elle défie le représentant de l'État Joe Mullery (en) à la primaire démocrate, mais abandonne la course en raison des problèmes de santé de sa mère. Après avoir occupé une poignée d'autres emplois, Flanagan rejoint Wellstone Action en tant que formatrice d'activistes, d'organisateurs et de candidats. Flanagan plaide également pour l'effort réussi de 2014 visant à augmenter le salaire minimum du Minnesota.

### Chambre des représentants du Minnesota

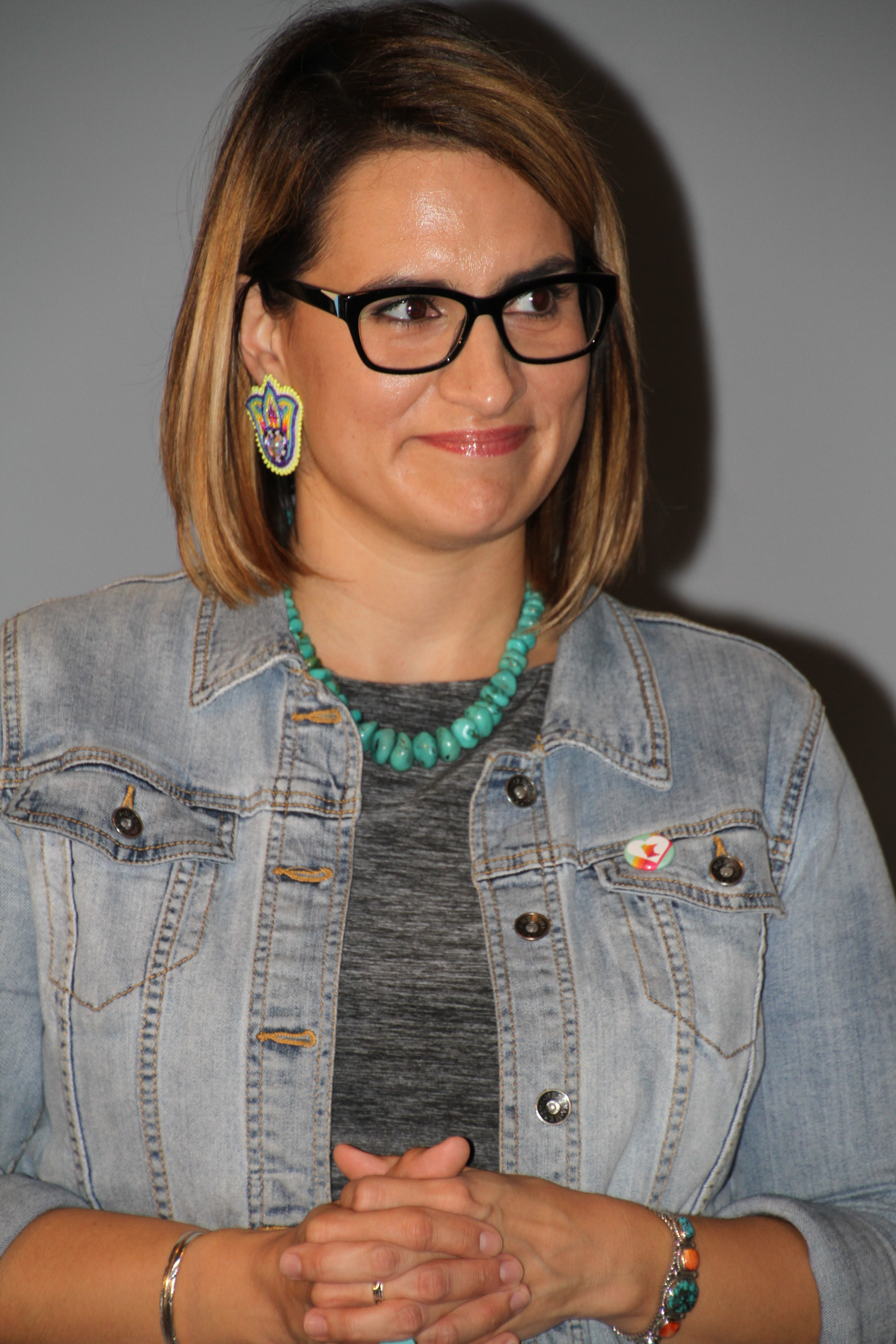
Peggy Flanagan en 2017.

Peggy Flanagan est élue à la Chambre des représentants du Minnesota sans opposition lors d'une élection spéciale le 3 novembre 2015 et prête serment le 9 novembre suivant. Susan Allen (Rosebud) et le républicain Steve Green (White Earth Ojibwe) sont les seuls autres autochtones de la Chambre des représentants du Minnesota à cette époque.
Trois autres femmes autochtones se présentent à la législature de l'État du Minnesota en novembre 2016 : Mary Kunesh-Podein (en) (Standing Rock Lakota) et Jamie Becker-Finn (en) (Groupe Ojibwé de Leech Lake) se présentent aux sièges de représentantes de l'État et Chilah Brown (Ojibwé de Mille Lacs) se présente au Sénat du Minnesota. Kunesh-Podein et Becker-Finn sont élues à la Chambre des représentants du Minnesota et prennent leurs fonctions en janvier 2017.
En 2017, Flanagan, Allen, Kunesh-Podein et Beck-Finn forment le Minnesota House Native American Caucus pour représenter les problèmes des Amérindiens urbains et ruraux et de leurs autres électeurs à l'Assemblée législative.

### Convention nationale démocrate de 2016
Flanagan est invitée à prendre la parole à la Convention nationale démocrate le 28 juillet 2016. Elle est la première femme amérindienne à s'adresser au DNC (ou à toute convention d'un grand parti politique américain).

### Lieutenant-gouverneure du Minnesota

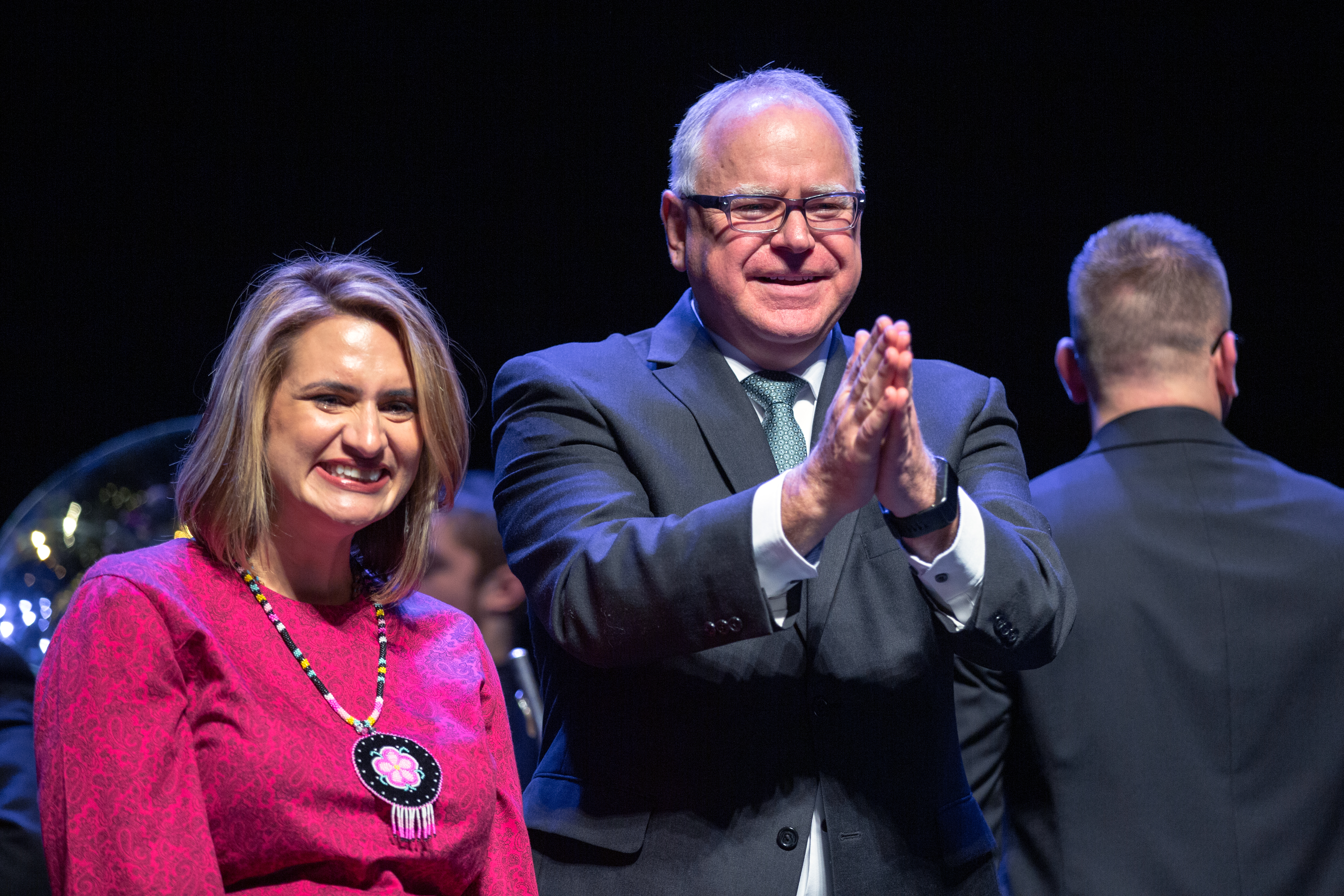
Peggy Flanagan et Tim Walz lors de leur cérémonie d'investiture en janvier 2019.

En 2017, Peggy Flanagan est candidate au poste de lieutenant-gouverneure, rejoignant le membre du Congrès Tim Walz après avoir remporté la primaire du DFL aux élections au poste de gouverneur du Minnesota. Aux élections gouvernorales de 2018, le duo bat les républicains, Jeff Johnson et Donna Bergstrom. Avec leur victoire, elle devient la première femme issue d'une minorité élue au bureau national du Minnesota, ainsi que la deuxième femme amérindienne élue au bureau exécutif de l'État aux États-Unis, après Denise Juneau (en),.
Le 13 février 2025, elle annonce sa candidature aux élections sénatoriales de 2026 pour succéder à la démocrate Tina Smith, non candidate à sa réélection.

## Vie privée

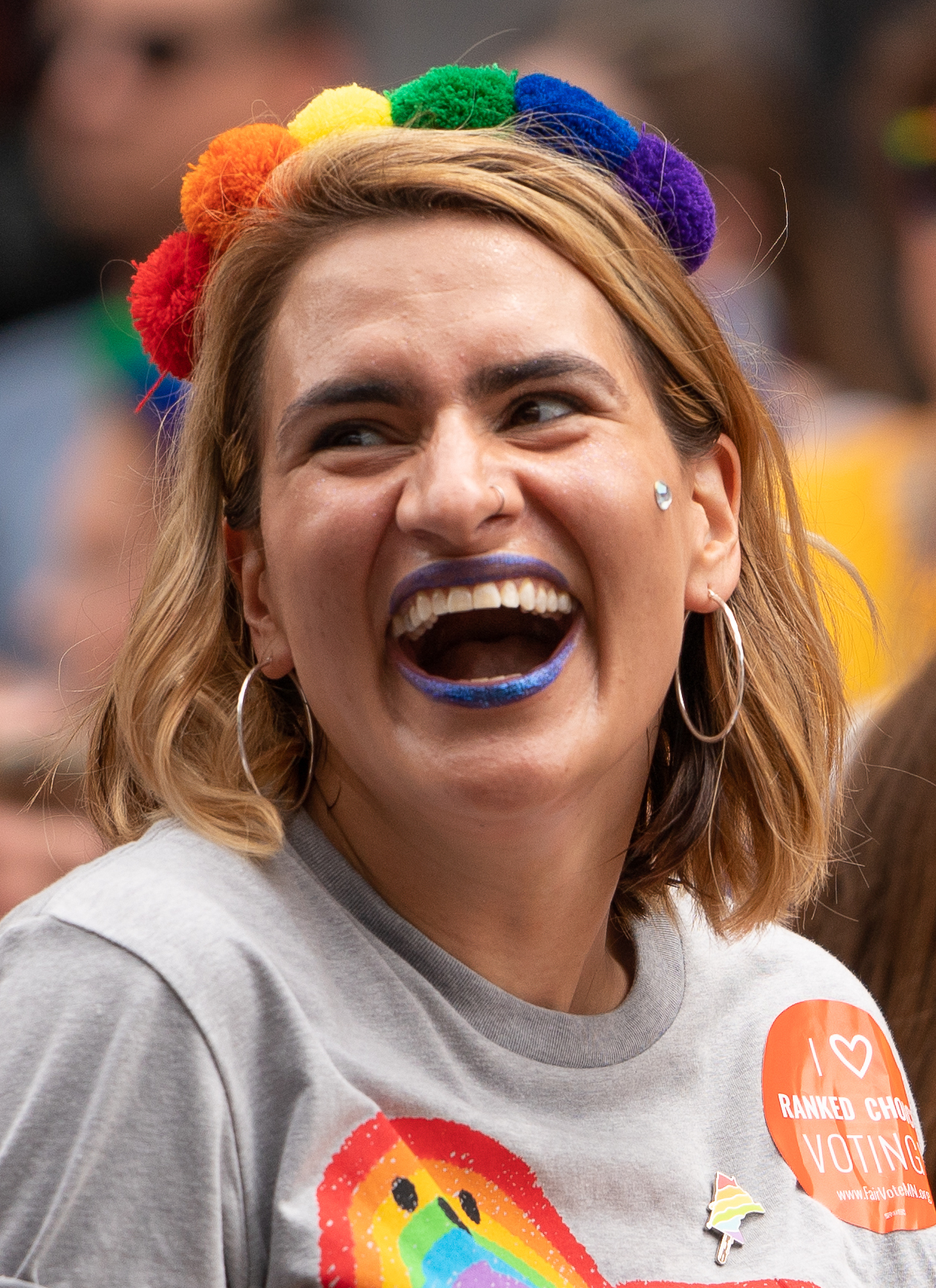
Peggy Flanagan en 2018.

Peggy Flanagan a une fille avec son ancien mari, dont elle a divorcé en 2017. Flanagan réside à St. Louis Park, Minnesota. Le 12 janvier 2018, Flanagan révèle sur sa page Facebook qu'elle entretient une relation avec l'animateur de Minnesota Public Radio News Tom Weber ; MPR News annonce ce jour-là qu'il réaffectent Weber et qu'il ne couvrira plus « la course du gouverneur, la législature, la législation potentielle, la politique publique impliquant les pouvoirs exécutif ou législatif ou tout autre sujet lié aux élections de novembre 2018 ». Flanagan épouse Weber en septembre 2019. Le 22 mars 2020, Flanagan annonce sur son compte Instagram que son frère Ron, qui vit dans le Tennessee, est mort d'une maladie liée au Covid-19, déclarant : « Pour beaucoup, il sera une statistique : le deuxième décès lié au COVID au Tennessee. Mais pour moi, je me souviendrai d'un frère aîné, d'un oncle, d'un père et d'un mari aimant. »,.